# Leipziger Stadtparkrennen

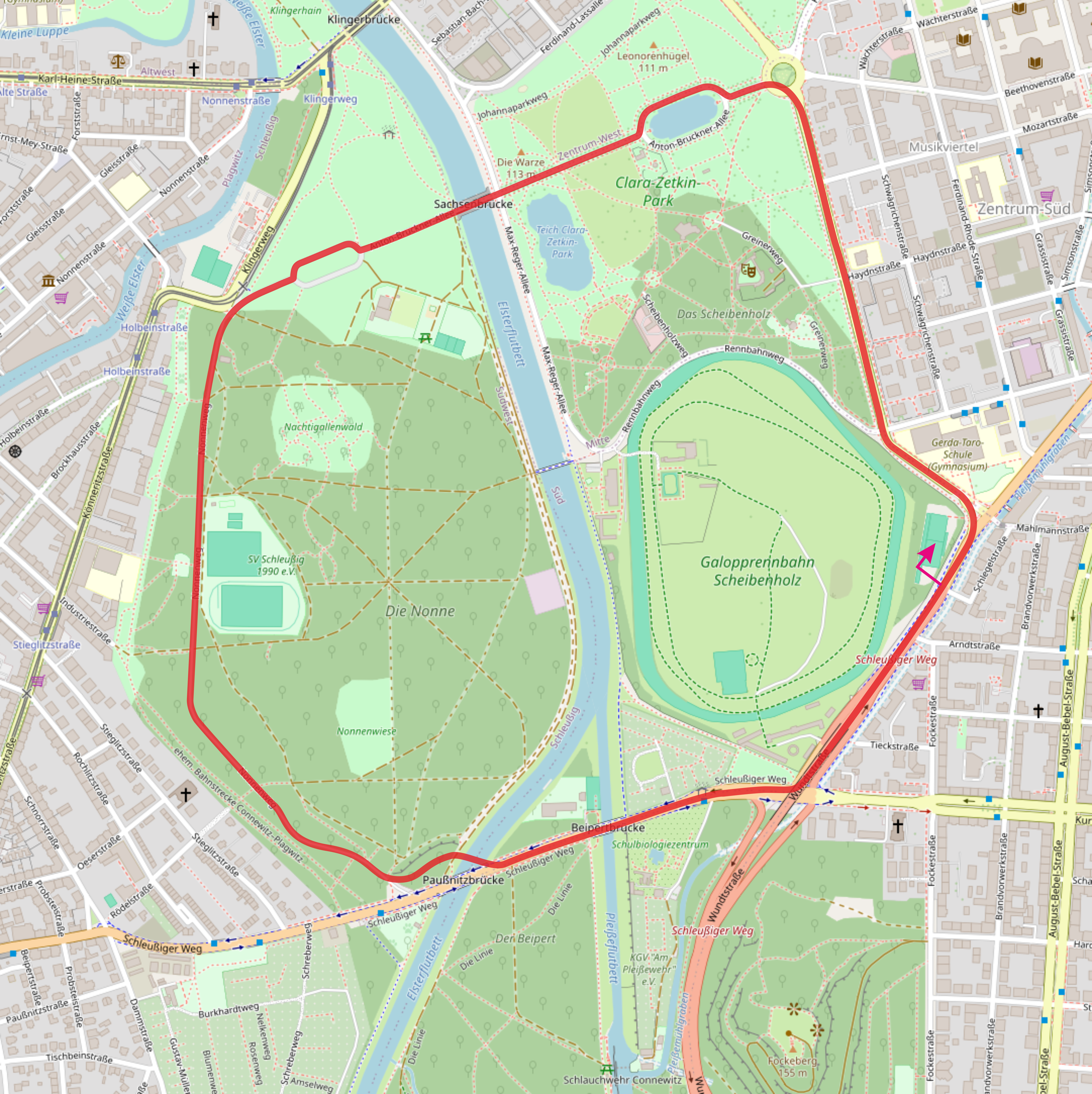
Verlauf der ehemaligen Rennstrecke im heutigen Straßennetz

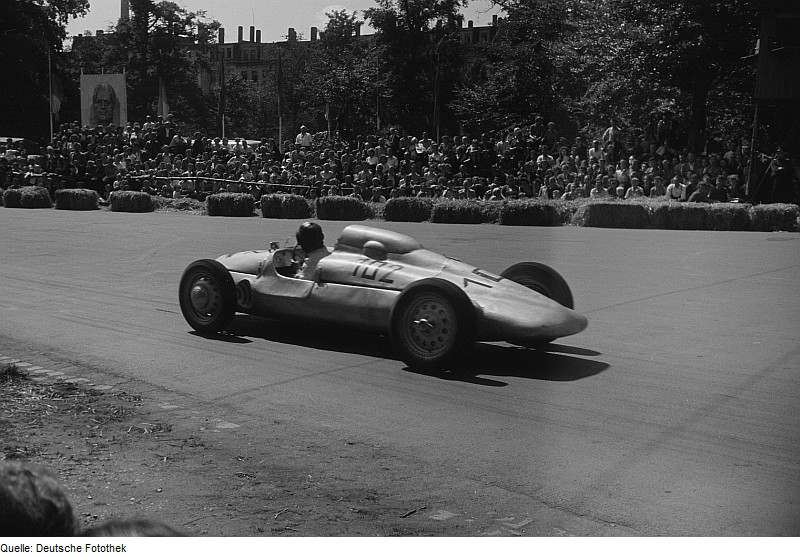
Rennwagen beim 2. Leipziger Stadtparkrennen, 1951

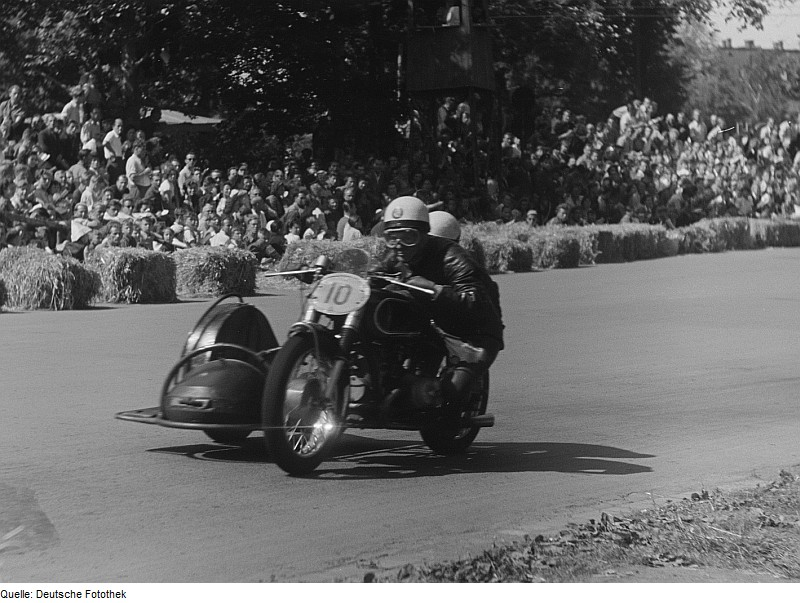
Motorradgespann beim 2. Leipziger Stadtparkrennen, 1951

Das Leipziger Stadtparkrennen war von 1950 bis 1958 eine Motorsportveranstaltung auf einer temporären Rennstrecke in Leipzig. Der Mittelpunkt des Stadtkurses war etwa drei Kilometer südwestlich vom Stadtzentrum entfernt. Auf der Rennstrecke fanden nationale Auto- und Motorradrennen statt, in den letzten Jahren auch mit internationaler Beteiligung. Klassen waren unter anderem die Rennformel 3 bei Rennwagen sowie verschiedene Hubraumklassen der Motorräder und Gespanne.

## Streckenbeschreibung
Die Streckenlänge betrug 4,311 km und führte durch und rund um große Teile des heutigen Clara-Zetkin-Parks. Wegen seiner 21 Kurven mit unterschiedlichen Radien und wegen der damals üblichen Straßenoberflächen galt der Kurs als sehr anspruchsvoll. Die Start-Ziel-Gerade bis zur etwa 500 Meter entfernten 90°-Linkskurve war ungefähr zwölf Meter breit, die übrige Strecke mindestens 7,5 Meter. Sie wurde entgegen dem Uhrzeigersinn befahren.
Der Start- und Zielbereich befand sich südöstlich von der Galopprennbahn Scheibenholz gelegen in der Wundtstraße. Von dort aus bogen die Fahrer in die Karl-Tauchnitz-Straße ein, um anschließend nach einem Kreisverkehr über die Anton-Bruckner-Allee den Clara-Zetkin-Park zu durchqueren. Über den Nonnenweg wurde dann das gleichnamige Waldgebiet und Teil des Leipziger Auwalds umfahren, um dann über den Schleußiger Weg wieder zum Start-Ziel-Bereich in der Wundtstraße zu gelangen. Unterteilt war der Kurs in sieben Bereiche, alphabetisch bezeichnet von Abschnitt A bis G.

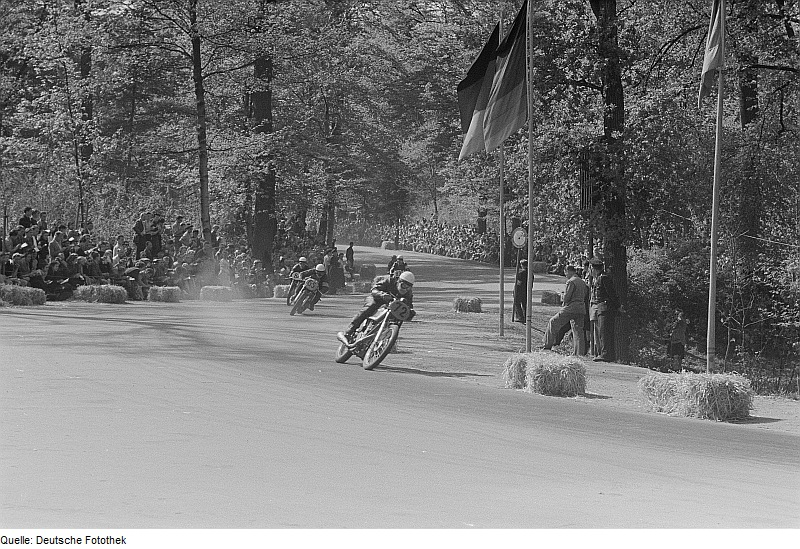
Motorradfahrer beim 6. Leipziger Stadtparkrennen, 1954

Während der Rennveranstaltungen wurden bis zu neun temporäre Tribünen im Start-Ziel-Bereich sowie an den Kurven errichtet, entlang des Kurses konnten die Zuschauer auch teilweise am Straßenrand die Rennen verfolgen. Die Streckenbegrenzungen bestanden größtenteils aus Strohballen.
Die längsten Rennen umfassten 25 Runden und somit etwa 108 Kilometer.

## Geschichte
Zwischen 1950 und 1958 gab es insgesamt 11 Rennsportveranstaltungen mit dem Namenszusatz Rund um das Scheibenholz, die von der Sektion Motorrennsport der DDR organisiert wurden und gleichzeitig als nationale Motorsportmeisterschaften fungierten. Mit Ausnahme der ersten drei Austragungen fanden sonnabends Trainings- und Qualifikationsläufe und sonntags bis zu 10 Einzelrennen für Nachwuchs-, Ausweis- und Lizenzfahrer statt.
Das erste Stadtparkrennen wurde vom 8. bis 9. Juli 1950 durchgeführt, hier und ein Jahr später wurden jeweils 200.000 Zuschauer verzeichnet. 1952 fand am Pfingstmontag im Rahmen des IV. Parlaments der FDJ  der Internationale motorsportliche Vergleichskampf der Freundschaft statt, der später in die Zählung der Leipziger Stadtparkrennen aufgenommen wurde. Bei dieser Veranstaltung waren der damalige stellvertretende DDR-Staatschef Walter Ulbricht und der FDJ-Vorsitzende Erich Honecker anwesend. 1953 wurden die ersten Zuschauereinbußen verzeichnet, wenige Tage zuvor führte erstmals die immer populärer werdende Friedensfahrt durch Leipzig. Einer der erfolgreichsten Akteure bei den Stadtparkrennen, Theo Helfrich, konnte bei der sechsten Austragung 1954 seinen dritten Sieg einfahren. Der Formel-1-Rennfahrer Edgar Barth erreichte 1955 mit 123,17 km/h erstmals eine durchschnittliche Rundengeschwindigkeit von über 120 km/h. Die 9. Veranstaltung im Juli 1956 fand ohne Rennautos statt, sie bildete den Auftakt des II. Deutschen Turn- und Sportfestes. Zu diesem Zeitpunkt hatten sowohl das Zuschauerinteresse als auch die mediale Berichterstattung über die Rennen bereits stark nachgelassen.
Trotz eines renommierten Starterfeldes mit internationaler Beteiligung aus England, Österreich, Schweden, Finnland und der BRD sowie bekannten Fahrern wie Kurt Ahrens senior, Kurt Ahrens junior, Walter Schneider / Hans Strauß und Ernst Degner waren nur etwa 35.000 Zuschauer beim letzten Rennen zugegen.
In der Geschichte der Stadtparkrennen gab es mehrere Unfälle mit tödlichen Folgen, bei denen Zuschauer oder Streckenposten ums Leben kamen.

## Übersicht der Rennen
- 1. Stadtparkrennen in Leipzig, 8. bis 9. Juli 1950
- 2. Leipziger Stadtparkrennen, 19. bis 20. Mai 1951
- Internationaler motorsportlicher Vergleichskampf der Freundschaft, 2. Juni 1952
- 4. [ursprünglich 3., später korrigiert[14]] Leipziger Stadtparkrennen, 17. August 1952
- 5. Leipziger Stadtparkrennen, 17. Mai 1953
- 6. Leipziger Stadtparkrennen, 16. Mai 1954
- 7. Leipziger Stadtparkrennen, 5. Juni 1955
- 8. Leipziger Stadtparkrennen, 6. Mai 1956
- 9. Leipziger Stadtparkrennen, 26. Juli 1956
- 10. Leipziger Stadtparkrennen, 26. Mai 1957
- XI. Leipziger Stadtparkrennen, 15. Juni 1958